# Irácká invaze do Kuvajtu
Irácká invaze do Kuvajtu začala 2. srpna 1990 a znamenala začátek války v Zálivu. Po porážce Kuvajtu Irák 4. srpna 1990 pokračoval ve vojenské okupaci země dalších sedm měsíců. Invaze byla mezinárodně odsouzena a Rada bezpečnosti OSN přijala řadu rezolucí vyzývajících Irák, aby se stáhl z kuvajtského území. Irácká armáda však nadále Kuvajt okupovala a vzdorovala všem rozkazům RB OSN. Irák zpočátku založil „Kuvajtskou republiku“ jako loutkový stát, nicméně 28. srpna 1990 anektoval celou zemi; severní Kuvajt se stal okresem Saddamiyat al-Mitla' a byl sloučen do existujícího guvernorátu Basra, zatímco jižní Kuvajt byl vyčleněn jako zcela nový guvernorát Kuvajt. V listopadu 1990 bylo přijetím rezoluce Rady bezpečnosti OSN 678 oficiálně uděleno Iráku ultimátum, aby do 15. ledna 1991 bezpodmínečně stáhl veškeré své jednotky, jinak budou z kuvajtského území vyhnány „všemi nezbytnými prostředky“. V očekávání války s Irákem povolila BR OSN shromáždění vojenské koalice pod vedením Spojených států.
Poté, co Irák nedodržel termín Rady bezpečnosti, koalice pokračovala v direktivě násilně vyhnat irácké jednotky z Kuvajtu zahájením letecké bombardovací kampaně války v Zálivu dne 17. ledna 1991. Jak bombardovací kampaň pokračovala další měsíc, Irák odpaloval rakety na Izrael; irácká vláda doufala, že izraelská odveta přiměje státy koalice s muslimskou většinou odvolat svou podporu tažení proti Iráku. K žádné takové odvetě však nedošlo a koalice zahájila pozemní invazi do Irákem okupovaného Kuvajtu a části Iráku 23. února 1991. Když irácká vojska ustupovala z Kuvajtu, zapálila přes 700 kuvajtských ropných vrtů, ale i tato strategie byla nakonec neúspěšná ve zmaření postupu koalice. Do 28. února 1991 byla irácká armáda zdevastována a kuvajtská nezávislost byla obnovena.
Ačkoli skutečný záměr za iráckým rozhodnutím zaútočit na Kuvajt je sporný, objevily se různé spekulace. Jeden z možných motivů se týkal neschopnosti Iráku splatit 14 miliard dolarů, které si vypůjčil od Kuvajtu během íránsko-irácké války. Zastánci této teorie poukazují na kuvajtský nárůst těžby ropy, který držel irácké příjmy dole; úroveň těžby ropy v Kuvajtu byla nad povinnou kvótou, kterou stanovila Organizace zemí vyvážejících ropu (OPEC), která následně zemi vyzvala ke zmírnění těžby uprostřed prudkého poklesu světových cen ropy. Irák interpretoval odmítnutí kuvajtské vlády snížit produkci ropy jako akt agrese proti irácké ekonomice. Počátkem roku 1990 Irák obvinil Kuvajt ze šikmých vrtů s cílem ukrást iráckou ropu přes irácko-kuvajtskou hranici, ačkoli některé irácké zdroje naznačovaly, že Saddám Husajn již učinil rozhodnutí zaútočit na Kuvajt několik měsíců před skutečnou invazí. Během dvou dnů po začátku invaze byla většina kuvajtských vojáků přemožena Iráčany a většina kuvajtských představitelů se stáhla do Saúdské Arábie a Bahrajnu.